# Dörte Lindner
Dörte Lindner, née le 22 mars 1974 à Rostock, est une plongeuse allemande.

## Palmarès

### Jeux olympiques
- Sydney 2000
  -  Médaille de bronze en tremplin 3 mètres[1].

### Championnats d'Europe
- Championnats d'Europe de natation 1995
  -  Médaille d'argent en tremplin 1 mètre
- Championnats d'Europe de natation 1997
  -  Médaille de bronze en tremplin 1 mètre